# Charminar
El Charminar (en télugu: చార్ మినార్, en hindi: चार मीनार, en urdu: چار مینار‎, «cuatro columnas»), construido en 1591, es una mezquita  y monumento, una suerte de puerta ceremonial, localizado en la ciudad india de Hyderabad, desde 2014 capital de los estados de Telangana y Andhra Pradesh (antes unidos). El hito se ha convertido en un icono mundial de Hyderabad, y figura entre las edificaciones más reconocidas de la India. El Charminar está en la orilla oriental del río Musi: al noreste se encuentra el Bazar Laad y en el extremo oeste otra mezquita, la ricamente ornamentada en granito Meca Masjid. El nombre Charminar (enlace roto disponible en Internet Archive; véase el historial, la primera versión y la última)., en inglés, es una transliteración y combinación de las palabras urdu Chār y Minar (enlace roto disponible en Internet Archive; véase el historial, la primera versión y la última).,  traducida como «cuatro columnas» o «cuatro torres». Las torres epónimas son unas pilastras-minarete ricamente ornamentadas que, unidas, ayudan a estabilizar cuatro grandes arcos triunfales sobre los que se apoya una gran plaza elevada en la que hubo una mezquita.
El 10 de septiembre de 2010 el conjunto «Los Monumentos Qutb Shahi de Hyderabad: Fuerte Golconda, Tumbas de los Qutb Shahi, Charminar» fue inscrito en la Lista Indicativa de la India —paso previo a ser declarado Patrimonio de la Humanidad—, en la categoría de bien cultural (n.º. ref 5573) como bienes que simbolizan el reinado de la dinastía Qutb Shahi.

## Origen del edificio
Hay varias leyendas populares que explican el origen del monumento. El Servicio Arqueológico de la India (Archaeological Survey of India, ASI), el actual administrador del edificio, menciona en sus libros que: «Hay varias teorías acerca de la finalidad para la que se construyó Charminar. Sin embargo, es ampliamente aceptado que Charminar fue construido en el centro de la ciudad, para conmemorar la erradicación de una plaga», puesto que Qutb Shah había orado por el final de una epidemia de peste que asolaba la ciudad y se comprometió a construir una mezquita en el mismo lugar donde rezó. De acuerdo con Jean de Thévenot, un viajero francés del siglo XVII cuya narración se complementa con los textos persas disponibles, el Charminar fue construido en el año 1591 para conmemorar el inicio del segundo año del milenio islámico (1000 AH), un evento que se celebró a lo largo y ancho del mundo islámico, por lo que Qutb Shah fundó la ciudad de Hyderabad en ese año 1591 para celebrar el milenario con la construcción de Charminar.: 17–19 
Masud Hussain Khan, un estudioso de la historia menciona en uno de sus libros Urdu que la construcción de Charminar se completó en el año 1592, y que fue la ciudad de Hyderabad la que en realidad fue fundada en el año 1591.: 4  Según el libro Días del Amado, Qutb Shah construyó Charminar en el año 1589, en el mismo lugar donde por primera vez vislumbró a su futura reina Bhagmati, y después de su conversión al islam, Qutb Shah renombró la ciudad como «Hyderabad». Aunque la historia fue desmentida por historiadores y estudiosos, se convirtió en una popular leyenda entre los locales.: 3, 12 
Qutb Shah (que también fue uno de los primeros poetas en Dakhani Urdu), mientras sentaba las bases de Charminar, compuso las recordadas oraciones en pareados Dakhini:: 4 
| Dakhini Urdu میرا شہر لوگوں سے مامور کر راكهيو جوتو دريا میں مچھلی جيسے | "en:Roman Urdu" Mera shahr logon so mamoor kar Rakhya joon tu darya main machli jaise: 4 | transliteración al inglés [español]; Fill this my city with people as, [Llene esta mi ciudad con gente como] Thou hast filled the river with fishs O Lord. [Usted, que ha llenado el río de peces, Oh Señor]: 4 |

Durante la gobernación mughal entre Qutb Shahi y el gobierno de Asaf Jahi, el minarete suroccidental se vino abajo después de ser golpeado por un rayo y «fue reparado inmediatamente» a un costo de ₹ 60 000. En 1824, el monumento fue reemplastecido con un costo de ₹ 100 000.

## Diseño y construcción
Mohammed Quli Qutb Shah fue quien estableció la fundación de Charminar, una edificación destinada a servir como mezquita y madrasa. Mir Momin Astarabadi, su primer ministro, lideró el diseño de Charminar y de la nueva capital (Hyderabad).: 170  Además, varios eminentes arquitectos persas también fueron invitados para desarrollar la planta de la ciudad. La edificación es de estilo de la arquitectura indo-islámica, incorporando elementos arquitectónicos persas. El Charminar fue construido en la intersección de la histórica ruta comercial que conecta los mercados de la Golconda con la ciudad portuaria de Masulipatnam.: 195  La ahora vieja ciudad de Hyderabad fue diseñada teniendo Charminar como pieza central, extendiéndose en cuatro cuadrantes y cámaras diferentes, segregados según los asentamientos establecidos; hacia el norte de Charminar está la Char Kaman, una de las cuatro puertas construidas en los puntos cardinales.

## El edificio

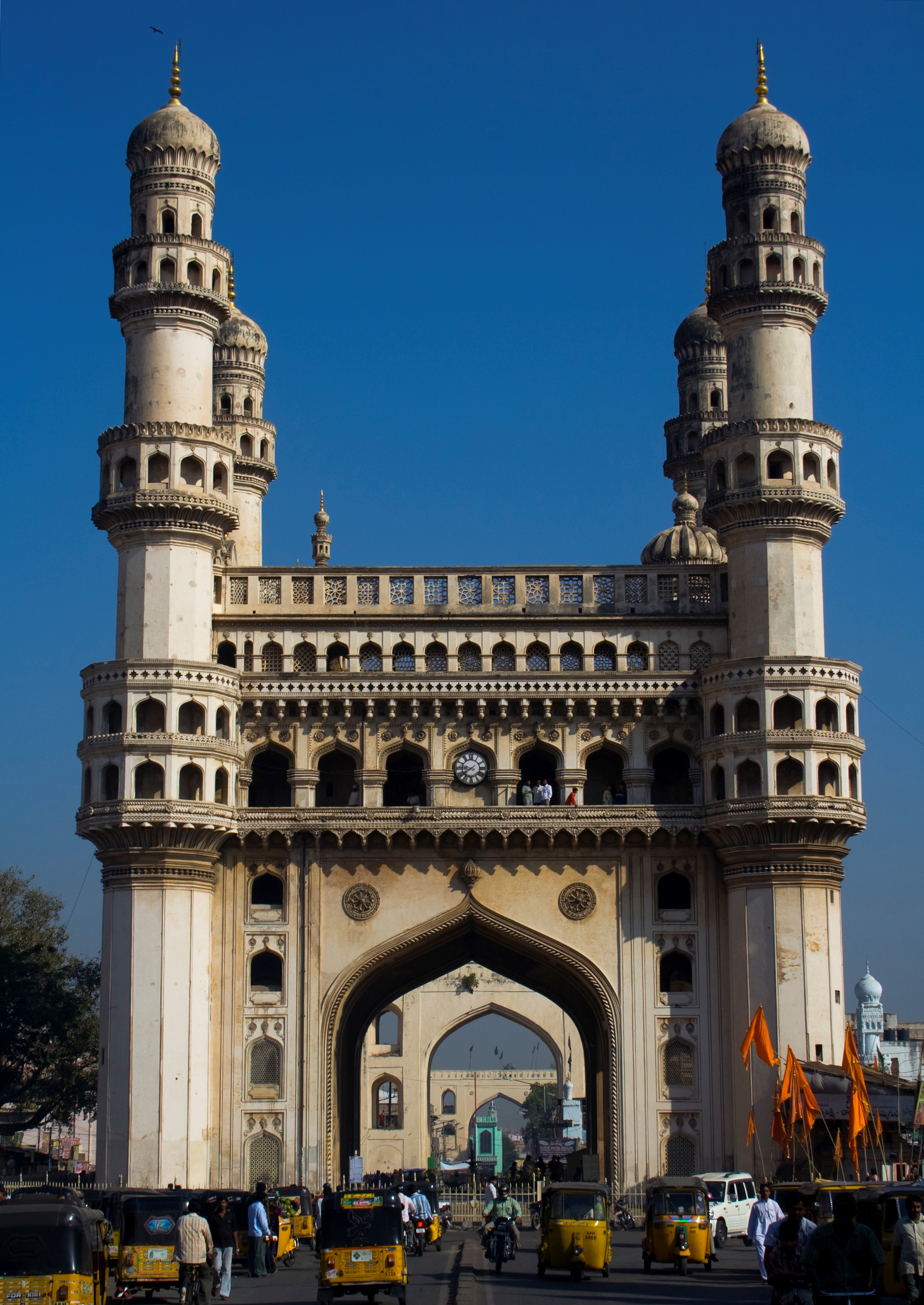
Charminar

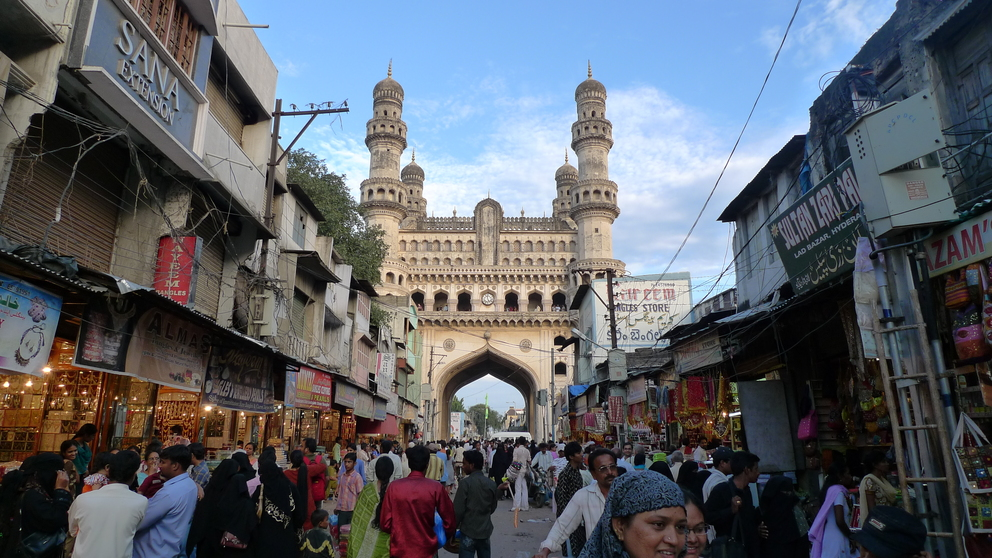
Tarde en el Bazar Laad, cerca de Charminar

Charminar tiene el estilo de la arquitectura islámica. El edificio está realizado en granito, piedra caliza, mortero y mármol pulverizado. Inicialmente, el monumento con sus cuatro arcos, estaba tan proporcionalmente previsto que cuando se abrió el fuerte se podía echar un vistazo a la bulliciosa ciudad de Hyderabad, ya que los arcos de Charminar enfrentaban las calles ancestrales reales más activas.
También hay una leyenda sobre la existencia un túnel subterráneo que conectaría el fuerte de Golconda con Charminar, posiblemente como una vía de escape para los gobernantes Qutb Shahi en caso de estado de sitio, aunque la ubicación del túnel es desconocida.
El Charminar es un edificio cuadrado, con cada lado de 30 m de longitud, con cuatro grandes arcos cada uno frente a un punto fundamental al que se abren cuatro calles. En cada esquina se encuentra un minarete formado exquisitamente, de 56 m de altura con una doble balconada. Cada minarete está coronado por una cúpula bulbosa con delicados pétalos, diseñado como saliendo de la base. A diferencia del Taj Mahal, los cuatro minaretes estriados de Charminar están integrados en la estructura principal. Hay 149 sinuosos pasos para llegar a la planta superior. La edificación también es conocida por la profusión de estucos y la disposición de balaustradas y balconadas.
En el extremo occidental de la cubierta abierta está situada una mezquita y la parte restante de la azotea fue un tribunal durante los tiempos de Qutb Shahi. La mezquita actual ocupa la planta superior de la estructura de cuatro pisos. Una bóveda que aparece desde el interior como una cúpula, soporta dos galerías en el Charminar, una sobre otra, y por encima de ambas una terraza que sirve como cubierta, rodeada de una balonada de piedra. La galería principal dispone de 45 espacios cubiertos para la oración, con un gran espacio abierto en frente para acomodar a más personas en las oraciones del viernes.
En 1989 se añadió un reloj en cada uno de los cuatro puntos cardinales y hay una Vazu (depósito de agua) en el medio, con una pequeña fuente para la ablución antes de ofrecer las plegarias en la mezquita de Charminar.

## Alrededores

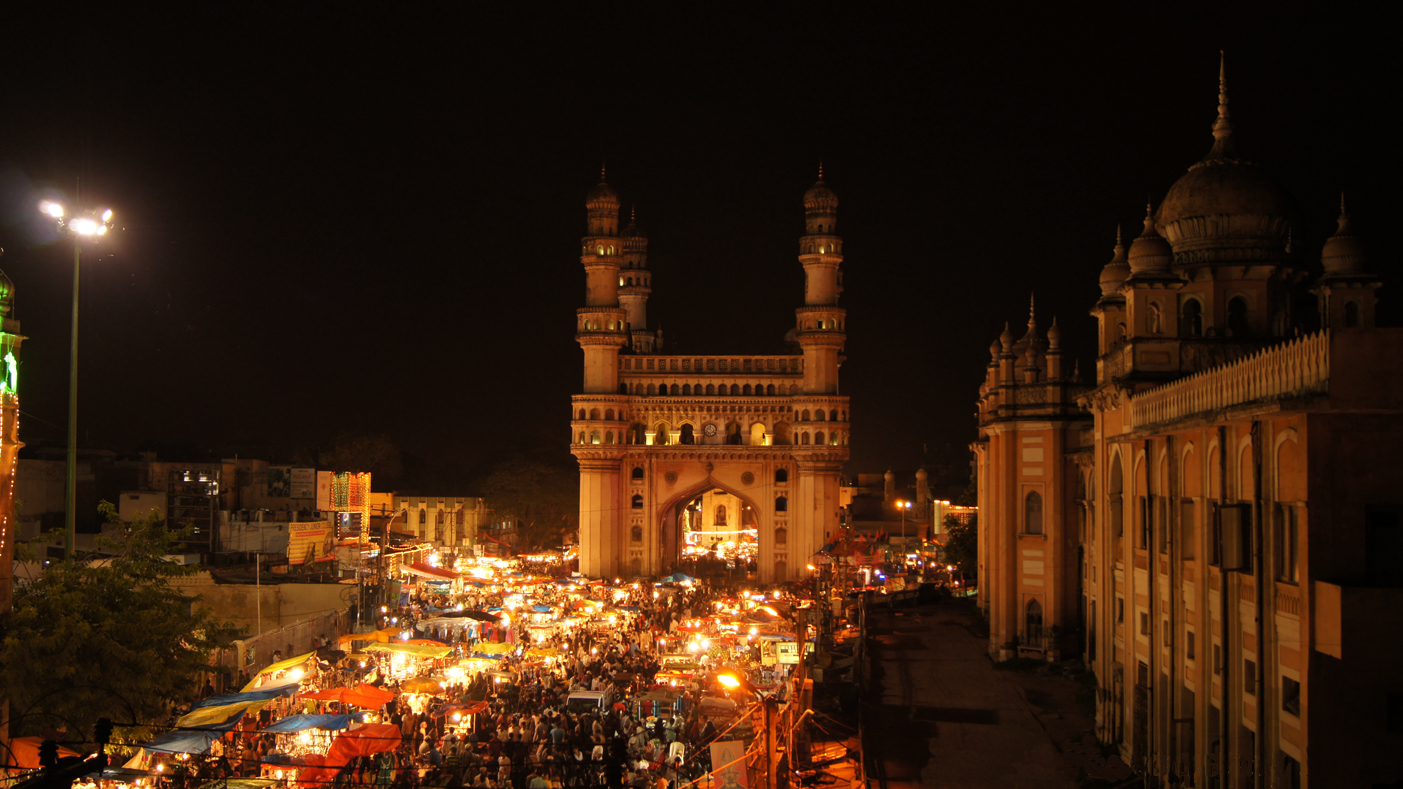
Una vista nocturna de Charminar y sus alrededores durante el Ramadán

El área que rodea Charminar es también conocida por ese mismo nombre. El monumento domina otra gran mezquita, llamada Masjid Meca. Muhammad Quli Qutb Shah, el quinto gobernante de la dinastía Qutb Shahi, encargó que un buen número de ladrillos se hicieran con tierra traída expresamente de La Meca, el lugar más sagrado del Islam: fueron utilizados en la construcción del arco central de la mezquita, dando así a la mezquita su nombre. Formó el eje en torno al cual fue planeada la ciudad por Muhammad Quli Qutub Shah.
Hay un floreciente mercado alrededor del Charminar: el bazar Laad Bazaar es conocido por la joyería, especialmente exquisitos brazaletes, y el Pather Gatti es famoso por las perlas. En su apogeo, el mercado Charminar tenía unas 14.000 tiendas.

## Curiosidades

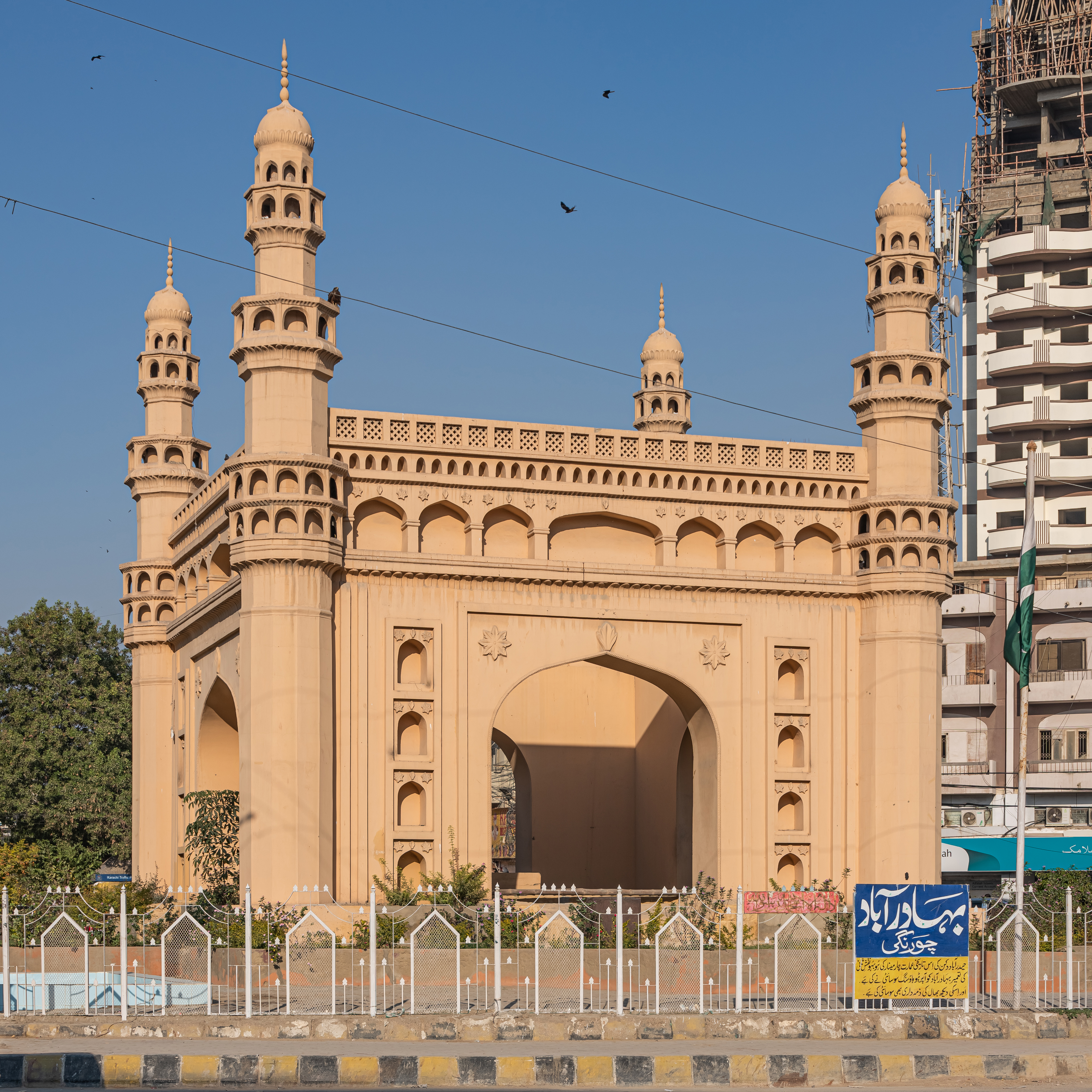
La réplica a escala de Charminar erigida en 2007 la localidad de Bahadurabad, en Karachi, Pakistán

En 2007, los musulmanes Hyderabadi que viven en Pakistán construyeron una quasi-réplica a pequeña escala de Charminar en el cruce principal del barrio de Bahadurabad, en Karachi.
Adelbert Boucher, chocolatero de Lindt & Sprüngli, creó una artística tarta a escala del Charminar, con 50 kilos de chocolate y 3 días de trabajo, que estuvo expuesta en el Westin, en Hyderabad, los días 25 y 26 de septiembre de 2010.